# Vittore I di Napoli
Vittore (V secolo – Napoli, 8 febbraio dopo il 495/496) è stato un vescovo romano, venerato come santo dalla Chiesa cattolica.

## Biografia
Secondo le Gesta episcoporum Neapolitanorum e il Catalogus episcoporum Neapolitanorum il vescovo Vittore (Victor episcopus) è stato il 19º vescovo di Napoli, successore di Sotero e predecessore di santo Stefano I, e governò la sua Chiesa per 11 anni e 10 mesi, verso la fine del V secolo.
Vittore è storicamente attestato da diversi documenti coevi. Nella Vita Sancti Severini, abate del Norico, si racconta che fu incaricato da papa Gelasio I, nel 492, di accogliere e deporre le spoglie di san Saverino nel mausoleo fatto appositamente costruire nei pressi di Napoli, a Pizzofalcone.
Il nome di Vittore appare poi in alcune lettere dello stesso papa Gelasio I, che affidò al vescovo napoletano, assieme ad altri vescovi campani, alcuni delicati incarichi: giudicare la causa tra il diacono Stefano e l'arcidiacono Faustino; istruire un processo contro due laici, Benenato e Mauro, di Benevento, accusati di aver violato alcuni diritti ecclesiastici; ristabilire la correttezza delle celebrazioni liturgiche nella chiesa di Sant'Agata nel fundus Caclanus.
Le Gesta episcoporum Neapolitanorum riferiscono che Vittore fece costruire due chiese fuori le mura di Napoli, una dedicata a Santo Stefano protomartire, e l'altra a Sant'Eufemia nel rione Sanità.
Nel calendario marmoreo napoletano la deposizione di san Vittore è ricordata l'8 febbraio.